# Thecla castimonia
Thecla castimonia är en fjärilsart som beskrevs av Druce 1907. Thecla castimonia ingår i släktet Thecla och familjen juvelvingar. Inga underarter finns listade i Catalogue of Life.